# Ленчна
Лѐнчна (на полски: Łęczna) е град в Източна Полша, Люблинско войводство. Административен център е на Ленчински окръг и Ленчинска община. Заема площ от 19,00 км2.

## География
Градът се намира в историческия регион Малополша.
Разположен е край десния бряг на река Вепш, на 25 километра североизточно от Люблин.

## История
За пръв път селището е споменато в писмен източник през 1252 година. В 1467 година получава градски права от крал Кажимеж IV Ягелончик.
В периода (1975-1998) е част от старото Люблинско войводство.

## Население
Населението на града възлиза на 17,826 души (2023). Гъстотата е 1102,32 души/км2.

## Спорт
Градът е дом на футболния клуб Г.К.С. Гурник (Ленчна).

## Градове партньори
- Hajdúhadház, Унгария
- Тревиоло, Италия
- Ковел, Украйна